# 리정 (안무가)
리정(본명: 이이정, 1998년 8월 9일~)은 대한민국의 안무가, 댄서이다. 영어식 이름은 Julia이다. 댄스 크루 YGX NWX에 소속되어 있으며, 댄스팀 저스트 저크(Just Jerk) 1세대 출신으로 엠넷의 댄스 경연 프로그램 《스트릿 우먼 파이터》에 출연해 이름을 알렸다. 또한 리정은 청하의 'Bicycle', ITZY의 워너비 등 안무를 비롯해 다양한 춤을 만들었다.